# Lunov Magnus Strip: Popis epizoda
Ovo je popis svih epizoda izašlih u strip ediciji Lunov Magnus Strip s originalnim nazivima kako ih je objavila izdavačka kuća Dnevnik iz Novog Sada.
1. Tex Willer: Tajna zlatnog rudnika
2. Tex Willer: Protiv uragana smrti
3. Tex Willer: Konjanici smrti
4. Zagor: Blago crvene planine
5. Tex Willer: Lov na čoveka
6. R. Bomon: Brod za Jupiter
7. Zagor: Zarobljenici Crvene veštice
8. Tex Willer: Krv Navajosa
9. Tex Willer: Opasna tajna
10. Zagor: Pukovnikova podvala
11. Tim i Dusty: Krvava reka
12. Tim i Dusty: Desperadosi napadaju
13. Kit Teller: Ritual smrti
14. Tex Willer: Tragom Vovke
15. Tex Willer: Šakali s Misurija
16. Tex Willer: Junak rodea
17. Zagor: Morske hijene
18. Tex Willer: Osveta Apača
19. Kit Teller: Sud odmetnika
20. Kit Teller: Gospodar munje
21. Zagor: Akt nasilja
22. Zagor: Odlučujući udarac
23. Tex Willer: Brži od zvečarke
24. Kit Teller: U zagrljaju stihije
25. Kit Teller: Pucanj iz zasede
26. Tex Willer: Tajna doline aveti
27. Tex Willer: Zakon odmazde
28. Tex Willer: Sramni ugovor
29. Zagor: Hiljadu zamki
30. Tex Willer: Prst na orozu
31. Kit Teller: Banda braće mraka
32. Kočiz: Osveta žutog gavrana
33. Kočiz: Prokleto zlato
34. Kočiz: Ćelija smrti
35. Kočiz: Crna senka
36. Kočiz: Vatreni obruč
37. Tex Willer: Na brdu lešinara
38. Kit Teller: Zaslepljeni mržnjom
39. Zagor: Leteći manijak
40. Zagor: Zarobljenici Roksa
41. Tex Willer: Napad na banku
42. Zagor: Zagonetni dvojnik
43. Zagor: Robovi rudnika
44. Tex Willer: Nevidljiva ruka
45. Zagor: Igra pet strela
46. Zagor: Čelična neman
47. Bill Adams: Plamen rata
48. Bill Adams: Samoubilački karavan
49. Bill Adams: Linija fronta
50. Bill Adams: Topovi seju smrt
51. Kit Teller: Banda maskiranik
52. Kit Teller: Zeleni pakao
53. Priče iz cirkusa: Skok smrti
54. Kit Teller: Čovek s poternice
55. Tim i Dusty: Pustinjski vuci
56. Kit Teller: Očajnički poduhvat
57. Zagor: Cena života
58. Zagor: Svirepa ceremonija
59. Tex Willer: Očekujući nož
60. Tex Willer: Živa lavina
61. Zagor: Suludi strelac
62. Tex Willer: Krila smrti
63. Kit Teller: Neuhvatljivi Morti Blek
64. Kit Teller: Šifra k-s-b #
65. Tex Willer: Sin Noćnog Orla
66. Tex Willer: Šaka mrtvaca
67. Kit Teller: Sivi vuk
68. Kit Teller: Gvozdena disciplina
69. Kit Teller: Frenkijev vatromet
70. Tex Willer: Bezglava trka
71. Tex Willer: Ranč u pepelu
72. Tex Willer: Morski konjic
73. Tex Willer: Pustinjska pravda
74. Kit Teller: Jezik Čirokija
75. Kit Teller: Maskirani zaštitnik
76. Kit Teller: Napušteni rudnik
77. Zagor: Grad u opasnosti
78. Zagor: Okrutni Runok
79. Zagor: Zlatni mač
80. Zagor: Noć velike odluke
81. Zagor: Srebrna reka
82. Zagor: Stara vetrenjača
83. Zagor: Razbesnela zver
84. Zagor: Zagorov gnev
85. Zagor: Žuta sekira
86. Zagor: Ruka pomirenja
87. Kit Teller: Zub Vakande
88. Kit Teller: Trn u oku
89. Kit Teller: Indijanski napitak
90. Kit Teller: Crna Munja
91. Kit Teller: Glas doline
92. Kit Teller: Leteći zmaj
93. Zagor: Žive mumije
94. Zagor: Ranjeni jelen
95. Zagor: Put do smaragda
96. Zagor: Stari sat
97. Zagor: Čovek u crnom
98. Zagor: Novogodišnja noć
99. Zagor: Zagor priča
100. Zagor: Gospodar Darkvuda
101. Kit Teller: Dolina bivola
102. Kit Telelr: Pucanj kroz noć
103. Kit Teller: Lažno ogledalo
104. Kit Teller: Ponovo živ
105. Zorro: Do poslednjeg
106. Kit Teller: Zloslutni glas
107. Zorro: Hrabri Sijuks
108. Kit Teller: Maskirani eskadron
109. Zorro: Kradljivci krzna
110. Kit Teller: Dani uzbuđenja
111. Zorro: Nepravedno okrivljen
112. Kit Teler: Vodopad smrti
113. Kit Teler: Potomci Maja
114. Zorro: Amajlija za poglavicu
115. Zagor: Izazov kitolovcima
116. Zagor: Okršaj s vikinzima
117. Kit Teller: Bivolja glava
118. Kit Teller: Dimni signali
119. Zagor: Piratski brod
120. Zagor: Gospodar reke
121. Kit Teler: Ratni plen
122. Kit Teler: Nepobedivi Frenki
123. Zagor: Car orlova
124. Zagor: Poslednji let
125. Kit Teler: Unapređenje za hrabrost
126. Kit Teler: Povratak junaka
127. Zagor: Plava zvezda
128. Veliki Blek: Veliki Blek
129. Veliki Blek: Sinovi šume
130. Kit Teller: Pećina smrti
131. Kit Teller: Kopaći zlata
132. Veliki Blek: Jezero lešinara
133. Veliki Blek: Pobuna robova
134. Kit Teller: Ukleta zemlja
135. Kit Teller: U vučjoj jazbini
136. Veliki Blek: Čovek s bičem
137. Veliki Blek: Juriš trapera
138. Kit Teller: Tragom diližansi
139. Kit Teller: Crna strela
140. Veliki Blek: Zov bubnjeva
141. Veliki Blek: Lažni Blek
142. Kit Teller: Zloglasna petorka
143. Kit Teller: Kobna koliba
144. Veliki Blek: Tragičan lov
145. Veliki Blek: Prokleta kula
146. Kit Teller: Noćni konjanici
147. Kit Teller: Tvrđava Don Morantea
148. Veliki Blek: Mač ima reč
149. Veliki Blek: Vitez od sezana
150. Kit Teller: Šerif se predaje
151. Kit Teller: Manituovo oko
152. Veliki Blek: Oštane figure
153. Veliki Blek: Ledena skela
154. Kit Teller: Zakon linča
155. Kit Teller: Old Nik
156. Veliki Blek: Atentat u Portlendu
157. Veliki Blek: Maskirani osvetnik
158. Kit Teller: Sarkofag u špilji
159. Kit Teller: Rumeni izvor
160. Veliki Blek: Usplamtelo more
161. Veliki Blek: Kandže Algonkina
162. Kit Teller: Bitka za prugu
163. Kit Teller: Neustrašivi Gogo
164. Veliki Blek: Hrabri saveznici
165. Veliki Blek: Lukava markiza
166. Kit Teller: Klareta je kidnapovana
167. Kit Teller: Crna senka
168. Veliki Blek: Rodijev podvig
169. Veliki Blek: Tetovirana šifra
170. Kit Teller: Mađioničar Džo
171. Kit Teller: Trubadur iz Oklahome
172. Veliki Blek: Blek u mišolovci
173. Veliki Blek: Bunar smrti
174. Kit Teller: Kaplar Frenki
175. Kit Teller: Poverljivo pismo
176. Veliki Blek: Otmica na gubilištu
177. Veliki Blek: Teror u Spartonu
178. Kit Teller: Začarana dolina
179. Kit Teller: Mali begunci
180. Veliki Blek: Blekova pravda
181. Veliki Blek: Tajna veza
182. Kit Teller: Avantura u Meksiku
183. Kit Teller: Veliki grom
184. Veliki Blek: Treći čovek
185. Veliki Blek: Zavera ćutanja
186. Kit Teller: Mladi mesec
187. Kit Teler: Kitov trijumf
188. Veliki Blek: Zarobljenici aligatora
189. Veliki Blek: Tri samuraja
190. Kit Teller: Danhevnovi naslednici
191. Kit Teller: Tajanstveni zamak
192. Veliki Blek: Krik sove
193. Veliki Blek: Traperova reč
194. Kit Telker: Brodolom
195. Kit Teller: Spasonosna vatra
196. Veliki Blek: Sloboda babingi
197. Veliki Blek: Rat ugnjetačima
198. Kit Teller: Dolina straha
199. Kit Teller: Četvoro smelih
200. Veliki Blek: Zaliv ajkula
201. Veliki Blek: Brzi Jelen
202. Kit Teller: Trenutak istine
203. Kit Teller: Izvor kink-hoo
204. Veliki Blek: Beli indijanac
205. Veliki Blek: Braća lister
206. Kit Teller: Okrutna penelopa
207. Kit Telker: Spas iz katakombe
208. Veliki Blek: Vladarka močvare
209. Veliki Blek: Jednoruki kuka
210. Kit Teller: Uzbuna u katridžu
211. Kit Teller: Blizanci
212. Veliki Blek: Lavovi kamura
213. Veliki Blek: Usamljeni zukor
214. Kit Teller: Gospodarica mraka
215. Kit Tleler: Noć punih meseca
216. Veliki Blek: Saska tan
217. Veliki Blek: Opasna devojka
218. Kit Telker: Čovek s plaštom
219. Kit Telker: Obračun u vodenici
220. Veliki Blek: Poglavica pajuta
221. Veliki Blek: Rođaka eufrazija
222. Kit Telker: Dugin vodopad
223. Kit Telker: Podvig vernog noža
224. Veliki Blek: Tri zlatna metka
225. Veliki Blek: Jaguar sedam mora
226. Kit Teller: Urlik kojota
227. Kit Teller: Prerija zove
228. Veliki Blek: Astronom džeremija
229. Veliki Blek: Izaslanik Spenser
230. Kit Teller: Lažni dijamanti
231. Kit Telker: Agavin cvet
232. Veliki Blek: Ratna sekira
233. Veliki Blek: Garlandov bič
234. Kit Teller: Kit je nestao
235. Kit Teller: Mrtvi kanjon
236. Veliki Blek: Dolina totema
237. Karabina Slim: Karabina Slim
238. Kit Teller: U srcu džungle
239. Kit Teller: Mesečev kamen
240. Veliki Blek: Smotra straže
241. Karabina Slim: Karabina i suarez
242. Kit Teller: Paukova mreža
243. Kit Teller: Hacijenda hrabrih
244. Veliki Blek: Osumnjičeni Blek
245. Karabina Slim: Krek protiv Karabine
246. Kit Teller: Kuća na granici
247. Kit Teller: Agent
248. Veliki Blek: Rodi u akciji
249. Karabina Slim: Operacija Diksi
250. Kit Teller: Ljubimac krik
251. Kit Teller: Fakir sumabatra
252. Veliki Blek: Crni orao
253. Karabina Slim: Karabina Slim i div
254. Kit Teller: Izgubljena dolina
255. Kit Teller: Tajna jezera bjukner
256. Veliki Blek: Plava pećina
257. Karabina Slim: Karabina i Apači
258. Kit Teller: Četiri begunca
259. Kit Teller: Pregršt pepela
260. Veliki Blek: Nepogrešljivi strelac
261. Karabina Slim: Karabina i crveni cvet
262. Kit Teller: Doviđenja Teksase
263. Kit Teler: Rendžer u nju jorku
264. Veliki Blek: Eskimski logor
265. Karabina Slim: Karabina i tigrica
266. Kit Teller: Litica dinosaurusa
267. Kit Teller: U močvari
268. Veliki Blek: Blek zarobljenik
269. Karabina Slim: Karabina i oholi varen
270. Kit Telker: Lozinka maraton
271. Kit Teller: Rajanovo srce
272. Veliki Blek: Okultis verenik
273. Karabina Slim: Karabina i vatreno oko
274. Kit Teller: Prepad u kervilu
275. Kit Teller: Skrovište vo-ha-ma-to
276. Veliki Blek: Uzbudljivo venčanje
277. Karabina Slim: Pirati Mičikotena
278. Kit Teller: Pobuna na Vankuveru
279. Kit Teller: Frenkijeva pesnica
280. Veliki Blek: Smeli korak
281. Karabina Slim: Karabina i kena bek
282. Kit Teller: Zagonetna lula
283. Kit Teller: Ledeni jedrenjak
284. Veliki Blek: Kćerka trapera
285. Karabina Slim: Karabina i vučji zub
286. Kit Teller: Kobni susret
287. Kit Teller: Iza maske
288. Veliki Blek: Bengalska vatra
289. Karabina Slim: Fantastična pustolovina
290. Kit Teller: Pitoma zver
291. Kit Teller: Mali vrač
292. Veliki Blek: Rodi kao devojčica
293. Karabina Slim: Karabina i parkerovi
294. Kit Teller: Zlato Apača
295. Kit Teloer: 1000 i jedna klopka
296. Veliki Blek: Gužva u Bostonu
297. Karabina Slim: Prerijski vuk
298. Kit Teller: Leteći holanđanin
299. Kit Teller: Operacija sudar
300. Veliki Blek: Blago zelenih močvara
301. Ken Parker: Duga puška
302. Kit Teller: Dvoboj u podne
303. Kit Teller: Gvozdeni čovek
304. Veliki Blek: Mali traper
305. Ken Parker: Duga puška i Dakote
306. Kit Teller: Začarano zlato
307. Kit Teller: Jezero svetlosti
308. Veliki Blek: Plan očajnika
309. Veliki Blek: Čovek ptica
310. Kit Teller: Krstarenje
311. Kit Teller: Ostrvo delfina
312. Veliki Blek: Besmrtni bizon
313. Veliki Blek: Mumija iz Ber galča
314. Kit Teler: Zaseda u kanjonu
315. Kit Teler: Biser iz Oklahome
316. Veliki Blek: Totem murak
317. Veliki Blek: U praskozorje
318. Kit Tekler: Pakleni izazov
319. Kit Teller: Zlata groznica
320. Veliki Blek: Grad čarolija
321. Veliki Blek: Virtuoz Okultis
322. Kit Teller: Kojoti ne oklevaju
323. Kit Teller: Planina očaja
324. Veliki Blek: Saratoga
325. Veliki Blek: Izdajnik Vejk-lenda
326. Kit Teller: Nevidljiva barijera
327. Kit Teller: Putovanje u praistoriju
328. Veliki Blek: Arhipelag gusara
329. Veliki Blek: Zavera
330. Kit Teller: Bela indijanka
331. Kit Teller: Hitac u metu
332. Veliki Blek: Provera hrabrosti
333. Veliki Blek: Zakon i pravda
334. Kit Teler: Klan vokera
335. Kit Teler: Lavlji kavez
336. Veliki Blek: Ekspedicija mensfild
337. Veliki Blek: Hromi daba
338. Kit Teler: Neuhvatljivi Merdok
339. Kit Teler: Slepi kolosek
340. Veliki Blek: Blek u Londonu
341. Veliki Blek: Od Londona do Škotske
342. Kit Teler: Sestre Babit
343. Kit Teler: Otrovnica Mohabiti
344. Veliki Blek: Blekova staza
345. Veliki Blek: Šumski čovek
346. Kit Teller: Dolina straha
347. Kit Teller: Gospodar noći
348. Veliki Blek: Okultisov dvojnik
349. Veliki Blek: Okovani Blek
350. Kit Teller: Zakon koplja
351. Kit Tekler: Pod užarenim suncem
352. Kit Telker: Poslednje zlodelo
353. Veliki Blek: Rodi u oluji
354. Veliki Blek: Ratnica junona
355. Kit Teller: Nepogrešivi strelac
356. Kit Teller: Brži od kuršuma
357. Veliki Blek: Zdenac smrti
358. Veliki Blek: Priča o Velikom Bleku
359. Kit Teller: El tornado
360. Kit Teller: Vrač u nemilosti
361. Kit Teller: Agent čini grešku
362. Veliki Blek: Zlatna munja
363. Veliki Blek: Zatočenik kule
364. Kit Teller: Napuštena reka
365. Kit Teller: Maska mržnje
366. Kit Teller: Ozloglašeni deri
367. Tim i Dusty: Huk buljine
368. Tim i Dusty: Uragan nad arizonom
369. Tim i Dusty: Prokleto zlato
370. Veliki Blek: Fantastični kišobrani
371. Bill Adams: Zemlja drhti
372. Kit Teller: Ukročeni tigar
373. Kit Teller: Suludi sigram
374. Bill Adams: Najkrvavija bitka
375. Veliki Blek: Zakon odmazde
376. Tim i Dusty: U zamci Apača
377. Tim i Dusty: Rio bravo
378. Kit Teller: Pobesneli bizoni
379. Kit Teller: Zavera silnika
380. Bil lAdams: Kraljica Oklahome
381. Veliki Blek: Imperator vulkane
382. Tim i Dusty: Dabrova jazbina
383. Tim i Dusty: Ranč u plamenu
384. Tim i Dusty: Sklonište u kanjonu
385. Kit Teller: Ledeni ratnik
386. Kit Teller: Blago vikinga
387. Bill Adams: Zlatni brežuljci
388. Veliki Blek: Duh iz kastlmora
389. Tim i Dusty: Ratnici vatanke
390. Tim i Dusty: U orlovskom gnezdu
391. Kit Teller: Invazija kondora
392. Kit Teller: Pista smrti
393. Bil Adams: Pakao na granici
394. Veliki Blek: Kameni točak
395. Tim i Dusty: Tri strele
396. Tim i Dusty: Alvaradovo zlato
397. Bill Adams: Tragom čejena
398. Veliki Blek: Vrač algonkina
399. Kit Teller: Zmijska jama
400. Kit Teller: Čovek bez lica
401. Bill Adams: Na zemlji Dakota
402. Veliki Blek: Crni norik
403. Kit Teller: Ukleti rudnik
404. Kit Teller: Račun bez rendžera
405. Veliki Blek: Ko je kidnapovao rodija
406. Veliki Blek: Jedrenjak lafajet
407. Kit Teller: Tri zmije
408. Kit Teller: Tajanstveni zaštitnik
409. Veliki Blek: Ponor prokletih
410. Veliki Blek: Blekova senka
411. Kit Teller: Zemljotres
412. Kit Teller: Plamena oluja
413. Veliki Blek: Baron Okultis
414. Veliki Blek: Zarobljenik Velikog Bleka
415. Džudas: Takav je bio Alan Skot
416. Veliki Blek: Sabljom na tvrđavu
417. Ken Parker: Niski udarci
418. Džudas: Džudas protiv odmetnika
419. Kit Teller: Operacija teror
420. Kit Teller: Leteći stražari
421. Veliki Blek: Dvostruka igra
422. Ken Parker: Čaura protiv Parkera
423. Džudas: Usamljeni čovek
424. Veliki Blek: Rodijevi podvizi
425. Bill Adams: Ugašene vatre
426. Kit Teller: Rasrđeni indijanac
427. Kit Teller: Šume umiru
428. Ken Parker: Kiacenta prava žena
429. Džudas: Strah i trepet
430. Veliki Blek: Operacija Okultis kaf
431. Kit Teller: Belo pero
432. Kit Teller: Kitov obračun
433. Ken Parker: Najveći šerif
434. Džudas: Vučji obračun
435. Veliki Blek: Zaliv ajkula
436. Kit Teller: Tajna dolina
437. Kit Teller: Gospodar zvezda
438. Kit Telmer: Neranjivi forest
439. Ken Parker: Tiranin iz Montane
440. Džudas: Noć obračuna
441. Veliki Blek: Pljačka dijamanata
442. Kit Teller: Blago faraona
443. Kit Teller: Horemhebova mumija
444. Ken Parker: Živi u plamenu
445. Džudas: Gnevni čovek
446. Veliki Blek: Rečni gusari
447. Kit Teller: Pakleni plan
448. Kit Teller: Zelena kuga
449. Ken Parker: Ajkule
450. Džudas: Sablast doline
451. Veliki Blek: Sablast doline
452. Kit Teller: Rio Grande
453. Kit Teller: Velika izdaja
454. Ken Parker: Beli pakao
455. Džudas: Zamka za džudasa
456. Veliki Blek: Okultisovo detinjstvo
457. Kit Teller: Živi pesak
458. Kit Teller: Pobratim kajova
459. Veliki Blek: Glumac Okultis
460. Ken Parker: Eskimka Enja
461. Džudas: Bela smrt
462. Veliki Blek: Grof drakuls
463. Kit Telker: Kubaj kan
464. Kit Teller: Zatočenici Kubaj kana
465. Veliki Blek: 7 džinova
466. Ken Parker: Balada o Pat O´šejn
467. Veliki Blek: Gušterova glava
468. Džudas: Poslednji samuraj
469. Kit Teller: Put Sijuksa
470. Kit Teller: Medveđa kandža
471. Ken Parker: Vreli grad
472. Veliki Blek: Most u vazduhu
473. Džudas: Svedok
474. Kit Teller: Zlatni totem
475. Kit Teller: Krik u noći
476. Ken Parker: Nokaut
477. Veliki Blek: Sedam podviga
478. Džudas: Poslednji udarac
479. Kit Tekler: Mali los
480. Kit Telker: Čarobnjak Frenki
481. Ken Parker: Jednog leta
482. Veliki Blek: Jedini izlaz
483. Džudas: Dan osvete
484. Kit Teller: Velika trka
485. Kit Teller: Markus
486. Veliki Blek: Tragom vanakisa
487. Ken Parker: Zavera Komanča
488. Džudas: Krvava zora
489. Veliki Blek: Čegrtruša i largo
490. Kit Telker: Dezmondova noć
491. Kit Teller: Mračne sile
492. Veliki Blek: Crne marame
493. Ken Parker: Krvava staza
494. Džudas: Estelin izazov
495. Veliki Blek: Gvozdena ruka
496. Kit Teller: Zlatni tovar
497. Kit Teller: Čarobnjak iz arka
498. Kit Teler: Sahrana za Frenkija
499. Veliki Blek: Ostrvo crnih vitezova
500. Ken Parker: Vrisak u zoru
501. Veliki Blek: Trista čuda
502. Ken Parker: Ko je ubica
503. Kit Teller: Blesak iz svemira
504. Kit Telker: Teleskopulos
505. Kit Teller: Poruka iz svemira
506. Ken Parker: Čatanuga u plamenu
507. Veliki Blek: Tajanstveni levre
508. Kit Teller: Kju-kluks-klan
509. Kit Teller: Teror pod maskom
510. Ken Parker: Hrabra udovica
511. Mister No: Dijamantska klopka
512. Veliki Blek: Gvozdeno lice
513. Mister No: Užareni kotao
514. Ken Parker: Ledeni čovek
515. Kit Teller: Jastreb na nišanu
516. Kit Teller: Prerijska lisica
517. Mister No: U čeljustima jaguara
518. Mister No: Bubnjevi u džungli
519. Veliki Blek: Tvrđava straha
520. Ken Parker: Ratnik Mandan
521. Mister No: Poslednji kangačeiro
522. Mister No: Presuda Fonseku
523. Kit Teller: Banda roki hila
524. Kit Teller: U utrobi zveri
525. Kit Teller: Brat jastreba
526. Veliki Blek: Pleme kajmana
527. Ken Parker: Klopka za Kena
528. Mister No: Gusari Amazona
529. Mister No: Čovek s maskom
530. Mister No: Zaseda u močvari
531. Veliki Blek: Podvala
532. Ken Parker: Prajsova čast
533. Kit Teller: Ukleta magija
534. Kit Teller: Sablasni ubica
535. Veliki Blek: Brodski tovar
536. Mister No: Zla kob
537. Mister No: Usijanje
538. Veliki Blek: Rodijeva otmica
539. Ken Parker: Revolveraš
540. Kit Telker: Srebrni rog
541. Kit Tekler: Imperator
542. Veliki Blek: Crni plašt
543. Ken Parker: Aveti prošlosti
544. Mister No: Crna reka
545. Mister No: Senke u noći
546. Mister No: Proklestvo Maja
547. Veliki Blek: Prljava igra
548. Ken Parker: Crni bregovi
549. Kit Teller: Crnobradi
550. Kit Teller: Brodolomci
551. Kit Teller: Na dnu mora
552. Veliki Blek: Pobesneli mustang
553. Mister No: Kobni teret
554. Mister No: Jači od ljubavi
555. Ken Parker: General u paklu
556. Veliki Blek: Crni jahači
557. Mister No: Tajni agent
558. Mister No: Zlokobna močvara
559. Mister No: Operacija posejdon
560. Ken Parker: Romantična ledi
561. Veliki Blek: Nahoče
562. Kit Teller: Tajfun nad Orlandom
563. Kit Teller: Zmije gamižu
564. Kit Teller: Ludačka mržnja
565. Ken Parker: Otkucaji srca
566. Veliki Blek: Čudovište nad Bostonom
567. Mister No: Bekstvo
568. Mister No: Velika pljačka
569. Mister No: Mambo mambo
570. Mister No: Operacija pajper
571. Ken Parker: Staza divova
572. Veliki Blek: Lažni rodoljubi
573. Kit Teller: Mag kevantaka
574. Kit Teler: Bes vudoga
575. Mister No: Drama u zalivu
576. Mister No: Hangadeirosi
577. Mister No: Hulja
578. Ken Parker: Ubistvo u Montani
579. Veliki Blek: Zaliv vampira
580. Kit Teller: Teror u dolini
581. Kit Telker: Uzbuna u dvorcu
582. Mister No: Zlatna čerbatana
583. Mister No: Dijamanti
584. Ken Parker: Pljačka Vels fargo
585. Veliki Blek: Vodena neman
586. Mister No: Tajanstveni grad
587. Mister No: Avantura u džungli
588. Ken Parker: Pogodak u metu
589. Veliki Blek: Baronica i topovi
590. Kit Teller: Otmica devojke
591. Kit Teller: Utvara
592. Kit Teller: Strašna tajna
593. Ken Parker: Zalog ljubavi
594. Veliki Blek: Blekov protivnik
595. Mister No: Bandit
596. Mister No: El Loko
597. Ken Parker: Apač Čato
598. Veliki Blek: Blago manitua
599. Kit Teller: Nož mržnje
600. Kit Teller: Rozarijina osveta
601. Mister No: Signali džungle
602. Mister No: Ritual canzas
603. Mister No: Zov agvanura
604. Ken Parker: Nesuđena skvo
605. Veliki Blek: Izgubljeni sat
606. Kit Teller: Tata Frenki
607. Ken Parker: 7 zlatnih gradova
608. Veliki Blek: Strava i užas
609. Mister No: Utvara jaguar
610. Mister No: Crna kandža
611. Ken Parker: Na ivici života
612. Veliki Blek: Pirat mačak
613. Kit Teller: Avet dinosaurusa
614. Kit Telker: Vodeno čudo
615. Mister No: Probodena džungla
616. Mister No: Surova zemlja
617. Veliki Blek: Pakleno ostrvo
618. Ken Parker: Na putu za Jumu
619. Kit Tekler: Buntovnik
620. Kit Teler: Vrelo olovo
621. Mister No: Plaćenik
622. Mister No: U krugu smrti
623. Mister No: Dvostruka ucena
624. Veliki Blek: Okultisove čarolije
625. Ken Parker: Kočitova skvo
626. Kit Teller: Džek utamanitelj
627. Kit Teller: Dvoboj
628. Mister No: Prinudno ateriranje
629. Mister No: Senke smrti
630. Mister No: Čudo neviđeno
631. Veliki Blek: Alisa i rodoljubi
632. Ken Parker: Dnevnik Adah
633. Kit Telker: Crna magija
634. Kit Teler: Snage zla
635. Mister No: U zemlji Morosa
636. Mister No: Pakao čako
637. Veliki Blek: Žaoka
638. Veliki Blek: Čangovo kraljestvo
639. Veliki Blek: Zmijsko jezero
640. Veliki Blek: Poslednji plotun
641. Veliki Blek: Bes zlatokosog
642. Veliki Blek: Osveta Brzog Jelena
643. Kit Teller: Utvare
644. Kit Teller: Dvojnik
645. Veliki Blek: U kandžama
646. Veliki Blek: Mudro oko
647. Mister No: Đavolji ambis
648. Mister No: Zraci smrti
649. Ken Parker: Divlja griva
650. Kit Teller: Avanturisti
651. Kit Teller: Kitova greška
652. Veliki Blek: Surova ucena
653. Veliki Blek: Bafordov teror
654. Mister No: Čudovište
655. Mister No: Pobuna
656. Veliki Blek: Satikana skvo
657. Veliki Blek: Gusarsko blago
658. Kit Teller: Na crnom spisku
659. Kit Teller: Spletkaroš
660. Veliki Blek: Prokleto srebro
661. Ken Parker: Dani straha
662. Mister No: Eldorado
663. Mister No: Lešinari
664. Veliki Blek: Palikuća
665. Ken Parker: Parker u mreži
666. Veliki Blek: Sinovi manitua
667. Veliki Blek: Vapasov tomahavk
668. Kit Teller: Krv na snegu
669. Kit Tekler: Meskalerosi
670. Mister No: Tragični susret
671. Mister No: Špijunska mreža
672. Mister No: Tovar B-24
673. Veliki Blek: Varalica
674. Ken Parker: Igre sa smrću
675. Kit Teller: Nemirna granica
676. Kit Teller: Dinamit grom
677. Veliki Blek: Okultisova ruža
678. Veliki Blek: Klejtonovi gusari
679. Mister No: Ljuta mržnja
680. Veliki Blek: Sedam dijamanata
681. Mister No: Požar u džungli
682. Mister No: Prokleti most
683. Veliki Blek: Trba fon grba
684. Kit Teller: Tvrđava srama
685. Kit Teller: Mamac za neprijatelja
686. Veliki Blek: Ranjeni dabar
687. Mister No: Ujed zvečarke
688. Mister No: Tempirana bomba
689. Veliki Blek: Tabas kabas
690. Kit Teller: Gvozdeni obruč
691. Kit Teller: Tvrđava u plamenu
692. Veliki Blek: Gusari kapetana Skuma
693. Mister No: Nestali avion
694. Mister No: Smrtonosni tovar
695. Veliki Blek: Crna magija
696. Ken Parker: Naikinini ratnici
697. Kit Teler: Lažni žig
698. Veliki Blek: Pepeo minga
699. Kit Teller: Sinu za ljubav
700. Mister No: Hodnik za pakao
701. Mister No: Zakon osvete
702. Mister No: Bekstvo s Kajene
703. Veliki Blek: U sopstvenoj mreži
704. Ken Parker: Vrelo života
705. Kit Teller: Čovek senka
706. Veliki Blek: Tajanstveni saveznik
707. Mister No: Rongo-rongo
708. Mister No: Znak moći
709. Veliki Blek: Teror gusara
710. Mister No: Tangata manu
711. Kit Teler: Sablasni jahač
712. Veliki Blek: Maskirani Blek
713. Mister No: Janoama
714. Veliki Blek: Udica
715. Mister No: Trgovina smrću
716. Mister No: Makoritina osveta
717. Kit Teller: Čovek od gvožđa
718. Veliki Blek: Najduža noć
719. Mister No: Plavi đavo
720. Mister No: Crno zlato
721. Mister No: Čovek iz Akapulka
722. Veliki Blek: Blekova prevara
723. Kit Teller: Pruga razdora
724. Veliki Blek: Sedam života
725. Mister No: Žigosan kao ubica
726. Mister No: Gaučo Ramon
727. Kit Teller: Čarobno koplje
728. Veliki Blek: Rodijevi otmičari
729. Kit Teller: Vatra nad močvarom
730. Mister No: Pazi snima se
731. Mister No: Indiosi napadaju
732. Mister No: Lutajuća strela
733. Veliki Blek: Zajedljivi Mister iks
734. Ken Parker: Lepotica i zver
735. Veliki Blek: Potopljeno oružje
736. Kit Teller: Otkrivena igra
737. Kit Teller: Živ sahranjen
738. Veliki Blek: Nesavladivi zatvor
739. Mister No: Leteći đavoli
740. Mister No: Krvavi sneg
741. Veliki Blek: Lažni grof
742. Mister No: Pakleni plan
743. Veliki Blek: Lažni grof
744. Kit Teller: Kuća tajni
745. Veliki Blek: Jama prokletih
746. Mister No: Ritualni ples
747. Mister No: Na zemlji Ksavanta
748. Veliki Blek: Oružje za rodoljube
749. Kit Teller: Opasan plan
750. Ken Parker: Nakit i prevara
751. Veliki Blek: Kod tri hrasta
752. Mister No: Mafija ne prašta
753. Mister No: Umreti na kapriju
754. Veliki Blek: Škotlanđani dolaze
755. Kit Teller: Foto knikerboker
756. Veliki Blek: Plemeniti spasilac
757. Mister No: Strah na karibima
758. Mister No: Zarobljeni na dnu
759. Mister No: Nemoguće bekstvo
760. Kit Teller: Neprijatelj u senci
761. Veliki Blek: Sinovi magle
762. Ken Parker: Pljačka u Redžinstritu
763. Veliki Blek: Sabotaža u luci
764. Mister No: Mesečeve planine
765. Mister No: Zlatni kavez
766. Veliki Blek: Potonulo blago
767. Mister No: Tajna Atakame
768. Veliki Blek: Novogodišnja noć
769. Kit Teller: Začarani kompas
770. Veliki Blek: Samurajski mač
771. Mister No: Tajno oružje
772. Mister No: Spora osveta
773. Veliki Blek: Svadbeno veselje
774. Ken Parker: Naručeni zločin
775. Kit Teller: Podzemna zamka
776. Veliki Blek: Lov na Bleka
777. Mister No: Dečak Santijago
778. Mister No: Mupuku i jaguar
779. Veliki Blek: Pobuna gladijatora
780. Kit Teller: Totem od slonovače
781. Veliki Blek: Bravo Blek
782. Mister No: Zlato
783. Mister No: Let za Rio
784. Ken Parker: Špijun
785. Veliki Blek: Grad bez sunca
786. Kit Teler: Frenki šerif
787. Mister No: Dvoboj na nebu
788. Mister No: Begunci
789. Mister No: Licem u lice
790. Veliki Blek: Zatočenica močvare
791. Kit Teller: Tajna u cirkusu
792. Ken Parker: Donovanovi dečaci
793. Veliki Blek: Uhoda
794. Mister No: Sukob u suton
795. Mister No: Grad zločina
796. Veliki Blek: Operacija opera
797. Kit Teller: Opasna zona
798. Mister No: Gangsteri
799. Mister No: Trka u smrt
800. Veliki Blek: Agent B-23
801. Kit Teller: Bekstvo iz sen-klua
802. Mister No: Crvene senke
803. Mister No: Vestern Džona Trevora
804. Mister No: Vatreno podne
805. Veliki Blek: Rodijeva pobeda
806. Ken Parker: Santa fe ekspres
807. Mister No: Ufo
808. Mister No: Čovek iz svemira
809. Mister No: Kralj džungle
810. Veliki Blek: Povratak iz brukvila
811. Kit Teller: Ostrvo totema
812. Veliki Blek: Trka za nevestom
813. Mister No: Oči čudovišta
814. Mister No: Ananga
815. Veliki Blek: Svi protiv Bleka
816. Kit Teller: Lovac na nagrade
817. Mister No: Pruga ukletih
818. Mister No: Milton Galvaho
819. Mister No: Karipurne
820. Veliki Blek: Doseljenici
821. Kit Teller: Očajničko traganje
822. Veliki Blek: Dvostruki špijun
823. Mister No: Noć u Trinidadu
824. Mister No: U vodama Kariba
825. Kit Teller: Odbegli robijaš
826. Veliki Blek: Dugotrajni dvoboj
827. Mister No: Vrh u džungli
828. Mister No: Smaragdi
829. Veliki Blek: Poručnik Dejzi
830. Kit Teller: Voštana maska
831. Mister No: Pilot uragana
832. Mister No: Lov na mikrofilm
833. Veliki Blek: Steline avanture
834. Kit Teller: Ibrahimov podvig
835. Mister No: Makakaraua
836. Mister No: Strele Tarijana
837. Mister No: Plamen mržnje
838. Veliki Blek: Topovi za rodoljube
839. Kit Teller: Tajna ostrva ogka
840. Ken Parker: Obračun u Stoktounu
841. Mister No: Obaveštajac
842. Mister No: Zona Rio uruku
843. Veliki Blek: Crni panter
844. Kit Teller: El Muertova banda
845. Ken Parker: Oružje i prevara
846. Veliki Blek: Izgubljeni puk
847. Mister No: Ubeđivanje
848. Mister No: Svetlosne igre
849. Mister No: Zmajevi s Komoda
850. Kit Teller: Blago sablasnog sela
851. Veliki Blek: Kraljevstvo rogatih
852. Mister No: Sera kobras
853. Mister No: Kavasaki-56
854. Mister No: Saslušanje
855. Veliki Blek: Blekov dug
856. Kit Teller: Konjanik u crnom
857. Veliki Blek: Zatvorenik severne kule
858. Mister No: Samoubilački napad
859. Mister No: Etrurski demon
860. Mister No: Baukova usta
861. Veliki Blek: Kula smrti
862. Kit Teller: Bliznakinje
863. Mister No: Otrovna strela
864. Mister No: Kurupiri
865. Mister No: Osvetnik Taksko
866. Veliki Blek: Naslednica
867. Kit Teller: Maskirani zaštitnik
868. Veliki Blek: Robovi
869. Mister No: Bez milosti
870. Mister No: Put u smrt
871. Kit Teller: Vukovi s Rio grande
872. Veliki Blek: Blek sređuje račune
873. Mister No: Noć čudovišta
874. Mister No: Čarobnjak Hel
875. Kit Teller: Zarobljenica Komanča
876. Veliki Blek: Dve napasti
877. Kit Teller: Herba loka
878. Mister No: Dobrodošlica u Trinidad
879. Mister No: Surat kan
880. Mister No: Kuća obojenih snova
881. Mister No: Zaštitnica Ganeša
882. Veliki Blek: Skriveno blago
883. Kit Teller: Sumabatra i ravalpindi
884. Mister No: Iščezla ekspedicija
885. Mister No: Biljke ubice
886. Veliki Blek: Legenda o plavom varvarinu
887. Kit Teller: Crna munja
888. Mister No: Vazdušni gusar
889. Mister No: Leteći tigrovi
890. Mister No: Žuto nebo
891. Mister No: Samuraj Saiko
892. Veliki Blek: Crni sombrero
893. Kit Teller: Trejsijev danak
894. Mister No: Noć mačeta
895. Mister No: Kuća bogova
896. Mister No: Poglavica Bonampak
897. Mister No: Maskirani heroj
898. Veliki Blek: Plavi uvojci
899. Kit Teller: Povratak Ane Četiri pištolja
900. Mister No: Gospodarica tajne
901. Mister No: Ubica iz senke
902. Mister No: Krunski svedok
903. Veliki Blek: Kameno srce
904. Kit Teller: Leteći zmaj
905. Mister No: Dvoboj na Pantanalu
906. Mister No: Vrata pakla
907. Veliki Blek: Užarene oči
908. Mister No: Obmana
909. Mister No: Avet s Rio kujabe
910. Mister No: Osveta kapetana Teksere
911. Kit Teller: Pucnji u noći
912. Mister No: Zlatna reka
913. Mister No: Vesela udovica
914. Mister No: Bezimeni protivnik
915. Veliki Blek: Tajna majora finča
916. Kit Teller: Čovek sa severa
917. Mister No: Verakruz
918. Mister No: Apolonijino prokletstvo
919. Mister No: Žrtveni zdenac
920. Veliki Blek: Lov
921. Kit Teller: Kalaverin testament
922. Mister No: Putnica bez prtljaga
923. Mister No: Dijazovi naslednici
924. Mister No: Trenutak istine
925. Veliki Blek: Zov bubnjeva
926. Mister No: Afrika
927. Mister No: Safari
928. Mister No: Ritualne maske
929. Kit Teller: Brodolom
930. Mister No: Čuvari divljine
931. Mister No: Braća po krvi
932. Mister No: Kraljestvo Fanga
933. Mister No: Nobino proročanstvo
934. Veliki Blek: Lažni Blek
935. Mister No: Lovac
936. Mister No: Planina lobanja
937. Kit Teller: Ranamirini saveznici
938. Mister No: Pirati iz Gvineje
939. Mister No: Kalahari
940. Mister No: Južni dijamant
941. Veliki Blek: Tragičan lov
942. Bil lAdams: U susret napoznatom
943. Mister No: Najrobi autostop
944. Mister No: Trgovci slonovačom
945. Mister No: Pobuna Masaja
946. Mister No: Poslednji metak
947. Kit Teller: Garnizon veterana
948. Bill Adams: Pustolovi
949. Mister No: Drumska zaseda
950. Mister No: Mau Mau
951. Mister No: Oluja nad Kenijom
952. Mister No: Vrač Kikujua
953. Mister No: Rušilački bes
954. Veliki Blek: Prokleta kula
955. Bill Adams: Velika dolina
956. Kit Teller: Kockar Morero
957. Mister No: Kartum
958. Mister No: Al azif
959. Mister No: Zaboravljeni faraon
960. Mister No: Lavirint opsena
961. Bill Adams: Osvajači
962. Veliki Blek: Mač ima reč
963. Kit Teller: Eliksir života
964. Mister No: Sahara
965. Mister No: Groblje kamenih zmija
966. Mister No: Tuarez
967. Mister No: Horerova pravda
968. Bil Adams: Alamo
969. Veliki Blek: Vitez od sezana
970. Kit Teller: Ceremonija
971. Mister No: Legionari
972. Mister No: Bogovi okruglih glava
973. Mister No: Fort Motilinski
974. Bil Adams: Komancero
975. Veliki Blek: Kavanahova zavera
976. Kit Teller: Ratni plen
977. Mister No: Blago afričkog korpusa
978. Mister No: Dvojica protiv svih
979. Mister No: Zbogom Afriko
980. Bill Adams: Plaćenici
981. Veliki Blek: Liga pravde
982. Kit Teller: Zarobljenik
983. Mister No: Kažnjenička kolonija
984. Mister No: Muzika, maestro !
985. Mister No: Pesma očajnika
986. Bill Adams: Karavani
987. Veliki Blek: Blago kapetana Kida
988. Kit Teller: Novi kanton
989. Mister No: Povratak u Manaus
990. Mister No: Narednik Madeira
991. Bill Adams: Kalifornijsko zlato
992. Veliki Blek: Na zlatnom tragu
993. Kit Teller: Smaragdna ogrlica
994. Bill Adams: Patrola
995. Veliki Blek: Balon
996. Kit Teller: Utvara
997. Mister No: Medeni Mesec